# APK (filformat)

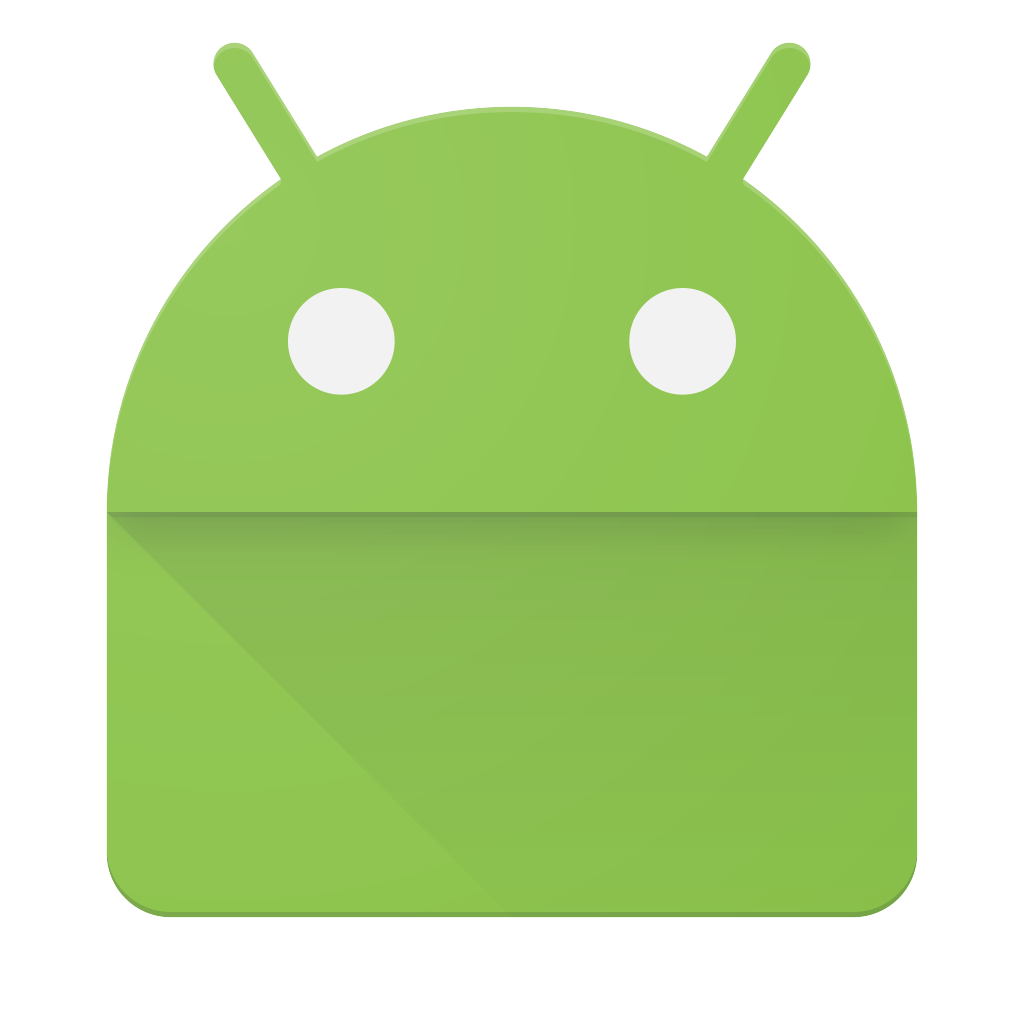
Android APK

APK-filer (eng. Android Package Kit) är det filformat som används för att distribuera och installera applikationsprogram (mobila appar) och mellanprogramvara för Googles Android-operativsystem.
För att skapa en APK-fil sammanställs alla programdelar och andra filer för ett program byggt för Android, komprimeras och packas ihop till en fil. Filen innehåller alla relevanta data för programmet, exempelvis förkompilerad Java-bytekod, certifikat, resurser med mera. APK-filer är i ZIP-filformat baserade på JAR-filformatet. 
En APK-fil kan bära det namn som speglar innehållet bäst men signifikativt är att alla APK-filer slutar med ändelsen .apk Väldigt förenklat kan man säga att .apk är detsamma som mer allmänkända .Zip. Ändrar du filändelsen från .apk till .zip i din dator kan du se vad filen innehåller.

## Översikt
APK liknar andra programvarupaket som APPX i Microsoft Windows, APP för HarmonyOS eller ett Debian-paket i Debian-baserade operativsystem. För att skapa en APK-fil kompileras först ett program för Android med hjälp av ett verktyg som Android Studio eller Visual Studio, och sedan paketeras alla dess delar i en enda behållarfil. En APK-fil innehåller all kods (till exempel .dex-filer), resurser, tillgångar, certifikat och manifestfil för ett program. Precis som med många filformat kan APK-filer ha vilket namn som helst, men det kan krävas att filnamnet slutar med filändelsen för att bli erkänd som en sådan.
De flesta Android-implementeringar tillåter användare att manuellt installera APK-filer endast efter att de har aktiverat inställningen "Okända källor", vilket möjliggör installation från källor som inte är betrodda, som Google Play. En användare kan göra detta av olika skäl, till exempel under utvecklingen av appar, för att installera appar som inte finns i butiken eller för att installera en äldre version av en befintlig app.

## Användning på andra operativsystem
Blackberry Limited stödde Android 4.1 Jelly Bean-appar och uppåt genom Android Runtime till den nu avslutade Blackberry 10 genom firmware-uppdateringen 10.2.1 i januari 2014. Den 18 juni 2014 meddelade BlackBerry ett officiellt samarbete med Amazon.com, vilket resulterade i att uppdateringen 10.3 inkluderade Amazon Appstore.
Vid Build 2015 meddelade även Microsoft en Android-runtidsmiljö för Windows 10 Mobile som kallades "Astoria", vilket skulle möjliggöra för Android-appar att köras i en emulerad miljö med minimala ändringar och ha tillgång till Microsoft-plattforms-API: er som Bing Maps och Xbox Live som nästan drop-in-ersättningar för motsvarande Google Mobile Services. Google Mobile Services och vissa kärn-API: er skulle inte vara tillgängliga, och appar med "djup integration i bakgrundsuppgifter" sades dåligt stödja miljön.
Den 25 februari 2016, efter att redan ha skjutit upp det i november 2015, meddelade Microsoft att "Astoria" skulle läggas åt sidan och hävdade att det var överflödigt med tanke på det inhemska Windows Bridge-verktyget eftersom iOS redan var en primär målplattform för mobilapputveckling. Företaget uppmuntrade också användningen av produkter från Xamarin (som de hade förvärvat dagen innan) för att utveckla appar för flera plattformar med hjälp av programmeringsspråket C# istället. Delar av Astoria användes som grund för plattformen Windows Subsystem for Linux (WSL) på PC-versionen av Windows 10.
Den 2 juni 2021 kom HarmonyOS med APK-kompatibilitet på HarmonyOS 2.0 för smartphones och surfplattor.